# يوهانس فون غونتر
يوهانس فون غونتر (بالألمانية: Johannes von Guenther)‏ هو مترجم ومؤلف وكاتب ألماني، ولد في 26 مايو 1886 في يلغافا في لاتفيا، وتوفي في 28 مايو 1973 في كوشل أم زيه في ألمانيا.

## وصلات خارجية
- جوهانس فون غونثر على موقع IMDb (الإنجليزية)
- جوهانس فون غونثر على موقع مونزينجر (الألمانية)
- جوهانس فون غونثر على موقع قاعدة بيانات الفيلم (الإنجليزية)